# 崔波 (西藏)
崔波（1971年6月—），中华人民共和国政治人物、全国脱贫攻坚先进个人。

## 生平
崔波任西藏军区政治工作部群工联络处处长。因在脱贫攻坚战中作出突出贡献，2021年2月25日全国脱贫攻坚总结表彰大会上，崔波被授予“全国脱贫攻坚先进个人”。